# Ammiano Marcellino
Ammiano Marcellino (in latino Ammianus Marcellinus; Antiochia di Siria, 330-332 circa – Roma, dopo il 397 e prima del 401) è stato uno storico e militare romano di età tardo-imperiale. Sebbene nato in Siria nel seno di una famiglia ellenofona, scrisse la sua opera interamente in latino. È il maggiore degli storici romani del IV secolo la cui opera sia stata preservata, seppure in parte. I suoi Rerum gestarum libri XXXI, o semplicemente Res gestae, descrivono gli anni che vanno dal 96 al 378, continuando l'opera del grande storico Tacito.

## Biografia

### Nascita
Non si conosce né la sua data di nascita né quella di morte con precisione. Il suo luogo di nascita fu quasi certamente la città di Antiochia di Siria, anche se alcuni storici, fra cui Charles W. Fornara, hanno recentemente avanzato dei dubbi in proposito. Tali dubbi si fondano sulla supposizione che le sue origini siano menzionate solo in una lettera inviatagli nel 392 dal suo concittadino Libanio che, secondo gli storici citati, non era probabilmente diretta ad Ammiano Marcellino bensì ad altro destinatario non ben identificato (anch'egli di nome Marcellino e originario di Antiochia). La missiva in questione, che si è sempre ritenuto indirizzata ad Ammiano, non è tuttavia l'unica prova del suo luogo di origine, come hanno messo in evidenza John Matthews e Guy Sabbah nel rispondere alle critiche menzionate.

### Carriera militare

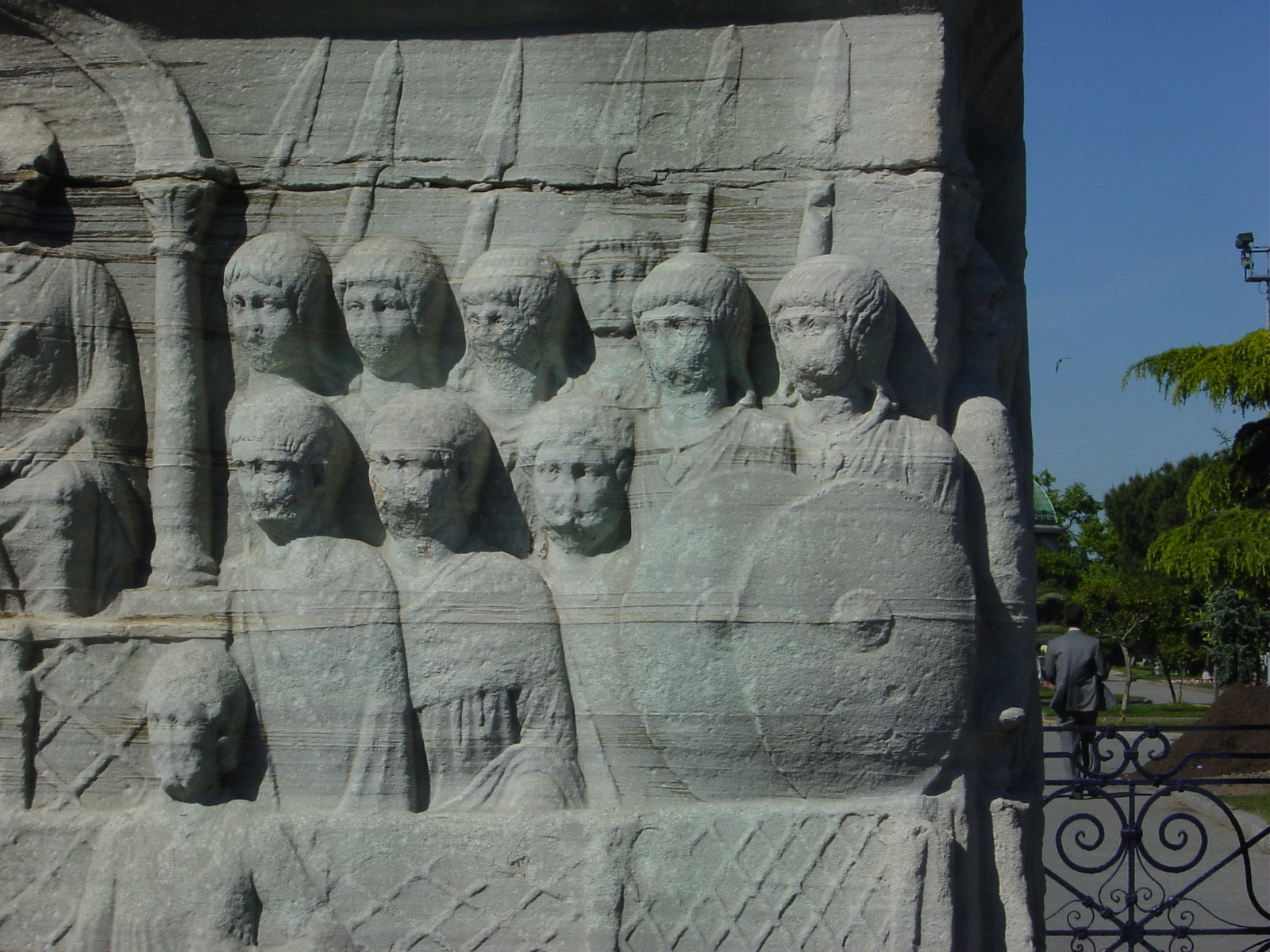
Obelisco di Teodosio: alti ufficiali con un "torque" che riporta un emblema a forma di cuore. Nella Notitia dignitatum, emblemi simili sono riportati sugli scudi dei protectores domestici, di cui Ammiano Marcellino era membro.

«Militare e greco», si autodefinì Ammiano nelle sue Storie, ma allo stesso tempo si sentì sempre e profondamente romano, convinto come pochi altri della missione civilizzatrice di Roma e del suo impero. Scrive di lui uno storico francese: «[...] Si forgiò un'anima tutta romana, costituendosi, in qualche modo, difensore di una civiltà che appariva tanto più preziosa quanto più si trovava minacciata...». La sua iscrizione fra l'élite dei protectores domestici mostra che era nobile di nascita. Entrò nell'esercito in giovane età, sotto l'imperatore Costanzo II, e venne distaccato alle dirette dipendenze di Ursicino, governatore di Nisibis nella Mesopotamia romana e magister militum.
Fu inviato in Italia con Ursicino quando questi fu richiamato da Costanzo e lo accompagnò nella spedizione contro Claudio Silvano, che era stato spinto, per un'ingiusta accusa dei suoi nemici, a proclamarsi imperatore in Gallia. Con Ursicino si recò per due volte nell'Oriente romano ed a malapena riuscì a salvarsi, fuggendo da Amida (la moderna Diyarbakır in Turchia) allorché fu espugnata dal re persiano Sapore II. Quando Ursicino perse, a seguito della caduta della città, il proprio incarico e il favore di Costanzo, sembra che Ammiano ne abbia condiviso la caduta abbandonando l'esercito. Con l'ascesa al potere di Giuliano, che egli stesso aveva precedentemente conosciuto in Gallia nelle campagne contro gli Alamanni e che era succeduto a Costanzo come imperatore, riacquistò tuttavia i propri gradi e posizione. Prese parte al seguito di Giuliano, per il quale espresse profonda ammirazione, alla tentata conquista della Persia Sasanide e, dopo la morte dell'imperatore, fu coinvolto nella ritirata di Gioviano fino ad Antiochia.

### Gli anni romani
Lasciato definitivamente il servizio attivo nell'esercito risiedette ad Antiochia e poi in altre città dell'Oriente romano (fra cui, per un breve periodo, anche ad Atene). Si trovava ad Antiochia nel 372, quando un certo Teodoro fu individuato come successore dell'imperatore Valente tramite divinazione; in qualità di testimone oculare dei fatti, Marcellino narra come Teodoro e molti altri furono fatti confessare tramite tortura, e crudelmente puniti.
Attorno al 380, si trasferì a Roma. Quivi trascorse il resto della sua esistenza, occupandosi della redazione del proprio capolavoro (Res Gestae) e della diffusione dei suoi contenuti mediante letture pubbliche, il cui successo provocò l'ammirazione di Libanio che, nella già citata epistola del 392, inviata da Antiochia, ebbe parole di elogio per lo storico. Non si conosce con certezza né il luogo né l'anno della morte di Ammiano. Secondo alcune fonti Ammiano sarebbe stato ancora in vita nel 397, anno in cui, verosimilmente, terminò di scrivere le Res Gestae, secondo altre, non sarebbe probabilmente deceduto prima del 400.

## Opera letteraria
I libri della sua storia giunti fino a noi riguardano gli anni 353 - 378 e costituiscono la fonte più affidabile e importante riguardo a quel periodo.
L'opera, nota sia con il titolo latino di Res Gestae (da non confondere tuttavia con le omonime Res gestae divi Augusti) sia con quello di Storie, fu scritta dopo il trasferimento dello storico a Roma, agli inizi degli anni ottanta del IV secolo e divulgata tramite letture pubbliche, come già si è accennato, nel decennio successivo. In essa venivano prese in esame le vicende dell'impero romano dall'ascesa di Nerva (96) alla morte di Valente nella battaglia di Adrianopoli (378). Tale Storia, nelle intenzioni dell'autore, doveva costituire la continuazione del lavoro portato a termine circa tre secoli prima da Tacito. Le Rerum Gestarum Libri XXXI si articolavano originalmente, come appare evidente dal titolo, in trentuno libri, ma i primi tredici sono andati perduti. I rimanenti diciotto libri riguardano il periodo compreso dal 353 al 378. Nell'insieme è stata ed è tuttora considerata un'opera di eccezionale valore storico e documentario e un resoconto libero, completo e imparziale degli eventi, scritto da un protagonista dotato di onestà intellettuale, preparazione militare, giudizio indipendente ed ampie letture. Gli studi recenti hanno anche messo in luce la forza retorica della sua narrazione.
Le Storie di Ammiano, dato il periodo preso in esame, possono essere anche viste come un lungo prologo alla narrazione della guerra contro i Goti, culminata, nel 378, con la disastrosa sconfitta militare di Adrianopoli subita dall'imperatore Valente, rimasto ucciso nel corso della battaglia, che causò una profonda impressione nell'autore e in tutto il mondo romano. Pochi decenni più tardi, dopo un'effimera ripresa prodottasi durante il regno di Teodosio I (379-395) e nell'età di Stilicone (395-408), in Occidente sarebbe incominciato un processo di smembramento irreversibile che avrebbe portato alla piena indipendenza i vari stati romano-germanici che si erano andati costituendo al suo interno, mentre in Oriente si sarebbe col tempo sviluppato un impero romano-greco, con capitale l'antica Bisanzio, poi definito bizantino. Ammiano descrive una romanità ancora vigorosa e unitaria in cui egli stesso continuava a riporre le proprie speranze, ma in cui si intravedevano già i segni del futuro disfacimento: l'eccessiva pressione fiscale, la decadenza economica e finanziaria delle classi medie e, soprattutto, il declino progressivo dello spirito militare e patriottico di un esercito costituito in gran parte da barbari.
Ammiano, profondo interprete dei suoi tempi, concentra la sua opera intorno alla figura dell'imperatore e degli alti dignitari intorno a lui: i funzionari, i generali, l'aristocrazia. Il popolo rimane sullo sfondo ed è guardato con disprezzo. L'autorità dei potenti è celebrata con venerazione, quando si astiene dall'avversare i privilegi dell'aristocrazia. Si rispecchia qui una società avviata verso la scomparsa delle classi medie e con un popolo ridotto via via in servitù. La società rappresentata ha già costumi barbarico-feudali, dove dominano ferocia, violenza, malafede, tradimenti, agguati, torture, delazione, sospetti, adulazioni e mormorazioni dei potenti cortigiani, denunce degli agentes in rebus ("agenti in missione", il servizio di spionaggio). In Ammiano gli uomini sono soggetti a impulsi irrazionali e mutevoli e tutti gli eventi del mondo sono sotto il dominio dell'irrazionale,  del demoniaco, della magia e dell'astrologia. Egli accoglie altresì nella sua opera dottrine che vanno dal fatalismo al neoplatonismo.

## Critica moderna
Lo storico del XVIII secolo, Edward Gibbon, ha così giudicato Ammiano:
(Edward Gibbon, The History of the Decline and Fall of the Roman Empire)
Benché Ammiano fosse un pagano, scrive del Cristianesimo senza alcuna animosità. Particolarmente importante è la testimonianza che fornisce della persecuzione dei difensori della definizione di Nicea (Concilio del 325) da parte dell'imperatore Costanzo (cristiano ma di confessione ariana), sia per i fatti narrati sia per il ruolo di assoluto rilievo ricoperto dal vescovo di Roma (all'epoca della persecuzione, papa Liberio). Il papa, vescovo di Roma e successore di Pietro, veniva fin da allora percepito dallo storico e dai suoi contemporanei come la massima autorità ecclesiastica, sia nell'Occidente sia nell'Oriente romano.
Lo stile di Ammiano, molto elaborato, spesso ricercato, e non sempre di agevole interpretazione, presenta tuttavia un notevole vigore retorico e una grande espressività. Bisogna a tale proposito ricordare che la sua opera era stata progettata per una pubblica lettura e che questa richiedeva spesso l'uso dei necessari abbellimenti retorici, anche a scapito, talvolta, della linearità narrativa. Alcune costruzioni e locuzioni utilizzate da Ammiano tradiscono inoltre l'influsso della lingua e della cultura elleniche.
Ammiano, benché militare di carriera, è riuscito ad analizzare con notevole spirito critico i problemi sociali ed economici che travagliavano il mondo romano del tempo. Il suo approccio verso le popolazioni non romane dell'impero è generalmente contraddistinto da una maggiore tolleranza e flessibilità di quelle di altri storici che lo avevano preceduto. Tuttavia a volte dipinge queste popolazioni in modo spaventoso, come fece con le popolazioni che vivevano oltre il Danubio: dei vidini e dei geloni dice che scuoino i nemici per farsene indumenti, denuncia l'antropofagia, degli unni critica il vitto, il vestiario e l'igiene. Di grande interesse risultano le sue digressioni sui vari paesi che aveva visitato sia come militare, sia come privato cittadino, dopo aver lasciato il servizio attivo nell'esercito.